# Fat Cat Records
Fat Cat Records (às vezes escrito FatCat) é um selo independente com sede em Brighton, Inglaterra. Tem trabalhado com diferentes tipos música eletrônica, post rock, indie, downtempo, minimal techno; composições para piano abstrato, noise, punk e pop. Talvez seja mais conhecido pela descoberta de artistas como Sigur Rós, Múm, Animal Collective, Frightened Rabbit e The Twilight Sad, além de ter sido fundamental para o ressurgimento da cantora Vashti Bunyan, muito influente na atual cena New Weird America.